# بخش کلاچای
بخش کلاچای یکی از بخش‌های شهرستان رودسر در استان گیلان در شمال ایران است.

## تقسیمات کشوری
منطقه کلاچای با داشتن دو شهر و دو دهستان و بالغ بر ۸۵ روستای جلگه‌ای و کوهپایه‌ای در شرقی‌ترین نقطه استان گیلان در سال ۱۳۷۵ به بخش مستقلی از نظر تقسیمات کشوری تبدیل شد.
- بخش کلاچای
  - دهستان بی‌بالان
  - دهستان ماچیان

شهرها: کلاچای و واجارگاه.

## جمعیت
بنابر سرشماری مرکز آمار ایران، جمعیت بخش کلاچای شهرستان رودسر در سال ۱۳۹۵ برابر با ۳۳٬۶۳۶ نفر بوده‌است.

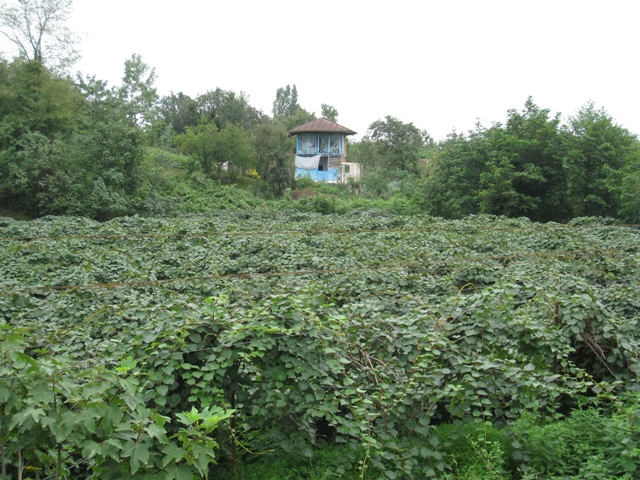
باغ کیوی در کندسر بی بالان